# Mostafa Keshvari
Mostafa Keshvari (persan : مصطفی کشوری) est un scénariste et réalisateur Irano-canadien,.

Keshvari a réalisé le premier long métrage sur le COVID-19, « Corona » pendant la pandémie de COVID-19. 
Le film a reçu une attention internationale pour être le premier long métrage terminé sur le COVID-19,,.

## Filmographie

### Réalisateur
- 2021 : Eternal Igloo
- 2020 : Color-blind
- 2020 : Corona
- 2020 : Child Bride
- 2020 : The Will and the Wall
- 2018 : One Journey
- 2018 : Unmasked
- 2017 : Music Box
- 2016 : Modern Monk
- 2015 : Burnt Coffee
- 2015 : I Ran
- 2015 : Tori's Isolation
- 2013 : Enter Net

## Distinctions

### Nominations
- Festival des films du monde de Montréal 2015 : meilleur court métrage pour I Ran[6]
- Leo Awards 2018 : meilleure direction d'un programme animé pour Music Box[7]
- Maverick Movie Awards 2020 : meilleur film pour Corona
- Leo Awards 2021 : meilleure direction d'un programme animé pour Eternal Igloo (avec Sanam Jokar Naraghi)[8]
- Festival international du film documentaire de Munich 2021 : Viktor Dok du meilleur film pour Eternal Igloo

### Récompenses
- California Film Awards 2018 : Silver Award pour Unmasked[6]
- Festival international du film de Rhode Island 2020 : Director's Choice Award pour Corona[9]
- Anchorage International Film Festival 2021 : meilleur court d'animation pour Eternal Igloo[10]